# Tyrannochthonius noaensis
Tyrannochthonius noaensis är en spindeldjursart som beskrevs av Brendan Moyle 1989. Tyrannochthonius noaensis ingår i släktet Tyrannochthonius och familjen käkklokrypare. Inga underarter finns listade i Catalogue of Life.